# Julio Baghy

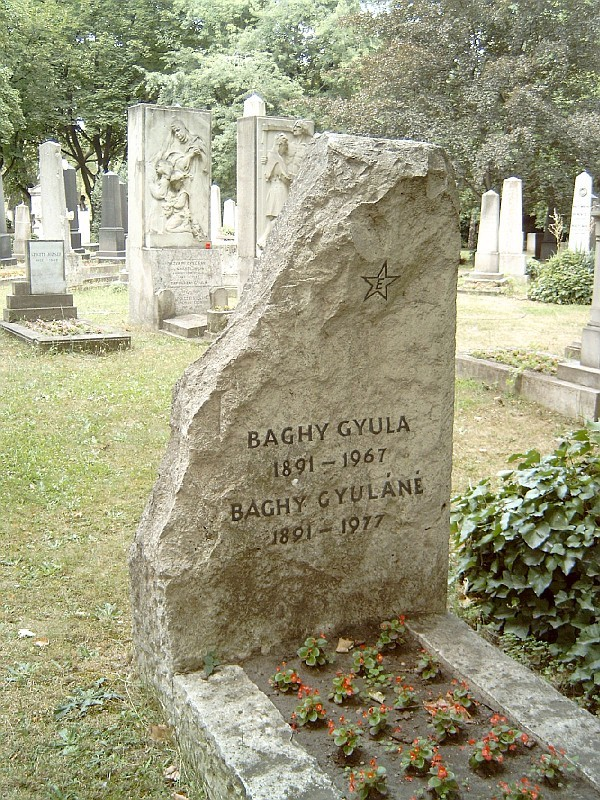
Graf van Julio Baghy

Julio Baghy, oorspronkelijk Baghy Gyula, pseudoniem Jobo, (Szeged, 13 januari 1891 - 18 maart 1967) was een Hongaarse acteur en auteur in het Esperanto. Hij leerde Esperanto vanaf 1911 en begon zijn werk voor de Esperanto-beweging tijdens zijn zesjarige militaire gevangenschap in Siberië.  Vooraanstaand activist en Esperanto-leraar. Voormalige ondervoorzitter van de Akademio de Esperanto.
Zijn vader was toneelspeler en zijn moeder toneelsouffleuse. Na zijn studies werd ook hij acteur en regisseur bij diverse theaters. De oorlog verstoorde zijn carrière: zes jaar moest hij ver weg van het vaderland doorbrengen in een Russisch gevangenenkamp. Nog tijdens zijn jeugd verschenen veel van zijn Hongaarstalige gedichten en novelles in Hongaarse kranten. In 1911 maakte hij kennis met Esperanto waaraan hij meteen verkocht raakte. Zijn omvangrijke bezigheden met betrekking tot Esperanto begonnen reeds in de Siberische militaire gevangenis, waar hij vele cursussen aan verschillende nationaliteiten gaf. Na de oorlog terug in Hongarije aangekomen, werd hij een van de grootste leiders van de Esperanto-beweging: organisatie van vele cursussen van divers niveau, literaire avonden, ...
Tijdens meerdere UK's was hij acteur (en regisseur) van toneelstukken. Hij werkte een gedetailleerd voorstel uit voor de reorganisatie van de Esperanto-beweging, zijn zogoemde Publika Letero (Publieke brief, 1931). Baghy agiteerde veel om het geestelijk niveau van de Esperantisten te verbeteren. Daartoe diende ook zijn initiatief om van de geboortedag van Zamenhof de dag van het Esperanto-boek te maken. Tijdens de laatste jaren gaf hij heel wat cursussen in Estland, Litouwen, Nederland, Frankrijk en nog andere aan de hand van de Cseh-methode.
Baghy werkte samen met vele Esperanto-kranten en was een van de hoofdredactoren van Literura Mondo (tot 1933). Zijn werken waren gekenmerkt door zijn strekking, die kan worden uitgedrukt door zijn lijfspreuk: Amo kreas pacon, Paco konservas homecon, Homeco estas plej alta idealismo ofwel Liefde maakt vrede, Vrede bewaart de mensheid, Mensheid is het grootste idealisme. Zijn eerste gedichten kwamen uit het Russische gevangenenkamp; ze zorgden voor verrassing en vreugde. Zamenhof en de andere vooroorlogse Esperanto-dichters waren belemmerd door de taal die weinig mogelijkheden voorzag. Zamenhof kon echter zelf de tekortkomingen van de poëtische taal doen vergeten, grotendeels dankzij zijn eerlijke, nobele, vurige gevoel die groeide rond het gevormde. Maar behalve de experimenten van Grabowski, was er geen enkel poëet die wilde of kon afzien van de vroege traditie van de jonge Esperanto poëzie.
Na de lusteloosheid vanwege de Eerste Wereldoorlog verscheen, met verveelvuldige kracht, de individuele, nieuwe, melodierijke poëzie van Baghy. Zijn eerste dichtbundel, Preter la vivo (Voorbij het leven, 1922) opende nieuwe horizonten voor de Esperanto poëzie; het woord, de rijm, het beeld kregen een nieuwe betekenis en in de overvloed van  al dat moois werd de lezer weggetoverd, of het nu om individuele thema's of om humanitaire gedachten ging. In zijn werken verschenen zelfs de veel bezongen thema's met het effect van iets nieuw, want dichten was voor Baghy een behoefte en steeds vond hij wel een originele vorm om zijn gevoelens uit te drukken. In de tweede dichtbundel, Pilgrimo (Pelgrim, 1926) rijpt zijn talent verder, maar gelijktijdig versterkt ook zijn pathos, die aan zijn poëzie een vleugje romantiek geeft, zonder de interesse  van de lezer te schaden. De gedichten in Migranta Plumo (Zwervende pluim, 1929) toont de zoektocht naar nieuwe vormen. In de laatste dichtbundel La vagabondo kantas (De vagebond zingt, 1933) keert Baghy terug naar de klassieke Esperanto-taal en bewijst in een puriteinse sfeer zijn uitzonderlijk vers-talent, met af en toe een merkbare invloed uit de Hongaarse poëzie.
Als novelle auteur, in Dancu Marionetoj (Dans marionetten, 1927), Migranta Plumo en Printempo en la Aŭtuno (Lente in de Herfst, 1931) presenteert hij zich als voorvechter van de vrede,  gebruik makend van zwarte kleuren maar soms ook met het gepunte potlood van de satire schrijver. In de laatst genoemde lange novelle tekent hij echter met subtiele pastelkleuren, met speciale voorkeur voor zijn figuren, het meisje en de jongen, wiens prille liefde hij verhaalt. Zijn eerste roman La Viktimoj (De Slachtoffers, 1926) is er een uit het oorlogsgevangenis leven; de stijl, constructie, innerlijke gloed en humeur bindt de lezer zo sterk dat, ondanks de onwaarschijnlijkheid van de romantische figuren, het onmogelijk is niet van de roman te houden, want de poëet weet hoe hij ons kan laten geloven wat hij gelooft. Zijn meest betekenisvolle werk was de volumineuze roman Hura! (Hoera!, 1930) die deels een briljante satire over de maatschappij en diens inwoners is, en deels een utopie.
In La Migranta Plumo vinden we zijn pogingen om drama te schrijven. In zijn werken beginnende vanaf 1930 (La vagabondo kantas; Verdaj Donkiĥotoj (Groene Don Quichotten, 1933)) evolureert Baghy meer en meer naar satire schrijver en wordt hij een scherpere en sterkere criticus van de Esperanto beweging. Zijn werk La teatra korbo (De theater mand, 1934) bevat herinneringen reeds van zijn kindertijd en bekentenissen over de man en auteur.
Twee van zijn werken zijn beloond met een academische prijs. Veel novelles en gedichten van hem verschenen in verscheidene talen.
- Bibsys: 98067974
- CiNii: DA02330345
- Gemeinsame Normdatei: 125984685
- International Standard Name Identifier: 0000 0001 0877 4586
- Library of Congress Control Number: no90015709
- MusicBrainz: 06e3764b-a551-40af-a069-6033a9b1ba12
- Nationale Bibliotheek van Tsjechië: ola2003191569
- Nationale Bibliotheek van Israël: 987007281758605171
- Nationale Bibliotheek van Polen: a0000001143604
- Nationale en Universitaire bibliotheek Zagreb: 000029400
- Nederlandse Thesaurus van Auteursnamen: 069818177
- LIBRIS: 335226
- Système universitaire de documentation: 137419058
- Virtual International Authority File: 20659868
- WorldCat: E39PBJf4grBFYRDrwqj64W6Yfq